# Jef Van der Linden
Joseph Jef Van der Linden, né le 2 novembre 1927 à Anvers et décédé le 8 mai 2008, est un joueur de football belge qui occupait le poste de défenseur. Il passe presque toute sa carrière au Royal Antwerp Football Club, où il remporte une Coupe de Belgique. Il a également été appelé en équipe nationale belge mais n'a jamais disputé de rencontre avec les « Diables Rouges ».

## Carrière en club
Jef Van der Linden débute en équipe première de l'Antwerp le 19 janvier 1947 en déplacement au Standard de Liège. À partir de la saison 1950-1951, il devient un joueur de base de l'équipe anversoise. Ses bonnes performances durant plusieurs années consécutives lui valent une convocation en équipe nationale pour participer à la Coupe du monde 1954 mais il n'y joue aucun match. Il remporte la finale de la Coupe de Belgique 1954-1955 face à Waterschei. Il quitte le club durant l'été 1956 et ne fait donc plus partie de l'équipe qui remportera le titre de champion de Belgique de fin de saison. Il joue encore un an au Lyra lors de la saison 1957-1958 en deuxième division.

### Palmarès
- Vainqueur de la Coupe de Belgique en 1955 avec le Royal Antwerp Football Club.

### Statistiques
| Saison                | Club                  | Championnat           | Championnat | Championnat | Coupe(s) nationale(s) | Coupe(s) nationale(s) | Total | Total |
| Saison                | Club                  | Division              | M.          | B.          | M.                    | B.                    | M.    | B.    |
| 1946-1947             | R. Antwerp FC         | Division 1            | 4           | 1           | 0                     | 0                     | 4     | 1     |
| 1947-1948             | R. Antwerp FC         | Division 1            | 0           | 0           | 0                     | 0                     | 0     | 0     |
| 1948-1949             | R. Antwerp FC         | Division 1            | 2           | 0           | 0                     | 0                     | 2     | 0     |
| 1949-1950             | R. Antwerp FC         | Division 1            | 3           | 0           | 0                     | 0                     | 3     | 0     |
| 1950-1951             | R. Antwerp FC         | Division 1            | 19          | 0           | 0                     | 0                     | 19    | 0     |
| 1951-1952             | R. Antwerp FC         | Division 1            | 26          | 0           | 0                     | 0                     | 26    | 0     |
| 1952-1953             | R. Antwerp FC         | Division 1            | 30          | 2           | 0                     | 0                     | 30    | 2     |
| 1953-1954             | R. Antwerp FC         | Division 1            | 30          | 0           | 1                     | 0                     | 31    | 0     |
| 1954-1955             | R. Antwerp FC         | Division 1            | 30          | 0           | 6                     | 0                     | 36    | 0     |
| 1955-1956             | R. Antwerp FC         | Division 1            | 18          | 1           | 3                     | 0                     | 21    | 1     |
| 1957-1958             | K. Lyra               | Division 2            | -           | -           | 0                     | 0                     | 0     | 0     |
| Total sur la carrière | Total sur la carrière | Total sur la carrière | 162         | 4           | 10                    | 0                     | 172   | 4     |

## Carrière en équipe nationale
Jef Van der Linden est convoqué à trois reprises en équipe nationale belge en 1954 et 1955 mais il ne joue aucun match avec les « Diables Rouges ».

### Liste des sélections internationales
Le tableau ci-dessous reprend toutes les sélections de Jef Van der Linden. Les matches qu'il ne joue pas sont indiqués en italique. Le score de la Belgique est toujours indiqué en gras.
| Date       | Compétition                    | Adversaire | Lieu   | Score | Remarque    |
| ---------- | ------------------------------ | ---------- | ------ | ----- | ----------- |
| 17/06/1954 | Coupe du monde 1954 (Groupe D) | Angleterre | Bâle   | 4-4   | après prol. |
| 20/06/1954 | Coupe du monde 1954 (Groupe D) | Italie     | Lugano | 4-1   |             |
| 16/01/1955 | Match amical                   | Italie     | Bari   | 1-0   |             |